# Barry Parkin
Barry Parkin (Leeds, 1 de abril de 1964) es un deportista británico que compitió en vela en la clase Soling.
Ganó una medalla de plata en el Campeonato Europeo de Soling de 1997. Participó en dos Juegos Olímpicos de Verano, en los años 1996 y 2000, ocupando el cuarto lugar en Atlanta 1996 en la clase Soling.

## Palmarés internacional
| \| Campeonato Europeo \| Campeonato Europeo \| Campeonato Europeo \| Campeonato Europeo \| \| Año \| Lugar \| Medalla \| Clase \| \| ------------------ \| ------------------- \| ------------------ \| ------------------ \| \| 1997 \| Troon (Reino Unido) \| Medalla de plata \| Soling \| |                     |                  |        |
| Campeonato Europeo |                     |                  |        |
| Año | Lugar               | Medalla          | Clase  |
| 1997 | Troon (Reino Unido) | Medalla de plata | Soling |